# 가시리 설오름 청주한씨 방묘
가시리 설오름 청주한씨 방묘는 대한민국 제주특별자치도 서귀포시 표선면 가시리에 있는 무덤이다. 2003년 8월 6일 제주특별자치도의 기념물 제60-2호로 지정되었다.

## 지정사유
제주도내 고려말 - 조선시대에 조성된 방형석곽묘는 대부분 원형이 훼손되거나, 이장되어 제주도 묘제사 연구를 위해서 원형의 방형 석곽묘의 보존이 필요하다.
가시리 설오름 청주한씨 방묘는 고려말 조선시대에 조성된 방묘로서 묘제의 축조양식과 매장방법 등이 제주도 묘제 변천사에 중요한 단서를 제공하는 자료로서 학술적, 문화재적 가치가 높이 평가되고 있어 향토문화 보존에 필요하다고 인정된다.

## 개요
현재 도내 조성된 방형식 석곽묘는 고려말에서 조선조에 축조되었으나, 대부분 원형이 훼손되거나 이장되어 있다,
그러나 가시리 설오름 청주한씨 방묘 2기(昭威將軍韓公繼老 · 配淑夫人南平文氏)는 원형이 훼손되지 않고 보존 상태가 매우 양호하여, 제주도의 묘제사 연구에 매우 중요한 자료로 인정되어 문화재로 지정되었다.

## 참고 자료
- 가시리설오름청주한씨방묘 - 국가유산청 국가유산포털